# Osteolaemus tetraspis
Тупорилий крокодил (лат. Osteolaemus tetraspis; також карликовий, малий західноафриканський, широкомордий, кістлявий, короткомордий) — плазун з роду Osteolaemus (транслітерація як «остеолеус») родини крокодилові (Crocodylidae). Має два підвиди.

## Опис
Загальна довжина досягає 1,8—2 м. Морда коротка, довжина якої трохи більше за ширину в основі. Має кістяну перетинку, яка розділяє отвір зовнішніх ніздрів. Майже повне закостеніння верхньої повіки. Верхні скроневі ямки маленькі, неправильної форми. Потиличні щитки відмежовані проміжками від спинних. Має потужні задні зуби зі сплощеними грибоподібними коронками.
Забарвлення буро-чорного кольору з чорними плямами. Молоді особини мають світло-буре забарвлення з чорними плямами та широкими поперечними смугами. Райдужка очей — каштаново-коричнева.

## Спосіб життя
Полюбляє мілкі річки, струмки, болота у лісистій місцині. Активний вночі. Харчується прісноводними молюсками, ракоподібними, рибою, земноводними, черепахами. Для людини не становить загрози.
Самиця у травні—червні будує кубло з рослин, куди відкладає до 20 яєць. Молоді крокодили з'являються через 85—105 днів.

## Розповсюдження
Їхня кількість, за різними відомостями, становить від 25 до 100 тисяч особин. Мешкає у західній Африці й частково на півдні: Ангола, Бенін, Буркіна-Фасо, Камерун, Конго, Демократична Республіка Конго, Екваторіальна Гвінея, Габон, Гамбія, Гана, Гвінея, Гвінея-Бісау, Центральноафриканська Республіка, Кот-д'Івуар, Ліберія, Малі, Нігерія, Сенегал, Сьєрра-Леоне, Того, Уганда.

## Підвиди
- Osteolaemus tetraspis tetraspis
- Osteolaemus tetraspis osborni